# イーストポート (メイン州)
イーストポート（英: Eastport）は、アメリカ合衆国メイン州のワシントン郡にある都市。人口は1,331人（2010年）で、メイン州23都市の中で人口最少である。市全体が島の上にあり、陸地面積でも最少である。主要な島はムース島であり、本土とは土手道で繋がっている。アメリカ合衆国では最も東にある都市である。ただし近くにあるルーベック町が最も東にある自治体である。

## 歴史

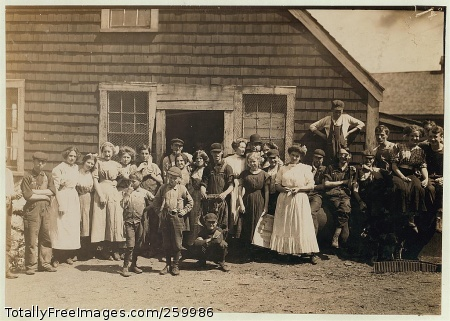
シーコースト・カニング社第4工場の労働者集団、1911年

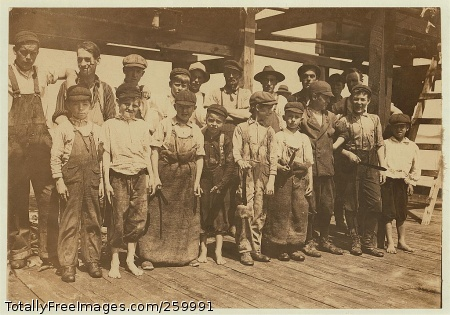
裁断師達、全て第2工場。彼らの1人ハロルド・ウェイレンは最年少ではなく、タッペン・アベニュー14に住み、1日1ドルを得ている。1911年8月撮影。全国児童労働者委員会の記録写真

パサマクォディ族インディアンが、少なくとも1万年前からイーストポートのある地域を本拠地にしていた。考古学者の中には2万年前から住んでいたと推計する者もいる。最初に知られているヨーロッパ人の接触は、1604年のフランス人探検家サミュエル・ド・シャンプランが設立したセントクロア・コロニーだった。現在のカレスに近く、セントクロア島のアカディア開拓地は成功こそしなかったものの、イギリス人による最初の開拓地バージニア州ジェームズタウンより3年先行するものだった。1604年6月25日、シャンプランとその部下はセントクロア島で長く厳しい冬を過ごし、清水が無く、物資も消えていた状態だった。隊員の5分の2は壊血病で死に、この植民地はファンディ湾を渡って現在のノバスコシア州ポートロイヤルに移動した。
17世紀には漁師や貿易業者がこの地域を訪れていた。ムース島は1772年にマサチューセッツのニューベリーポート出身のジェイムズ・コクランが入植したのが始まりであり、ニューベリーポートやニューハンプシャー州ポーツマスから他の漁師が入って来た。1798年2月24日、イーストポートはマサチューセッツ州議会によって、プランテーション第8号の中から町として法人化され、アメリカ合衆国で最東端という位置づけからイーストポートと名付けられた。1811年6月21日に本土にあるルーベック町が分離して町として法人化された。
1807年から1809年、町はトーマス・ジェファーソン大統領が課した通商禁止法が適用された間、2方向の密貿易の中心となった。1809年、町の丘の上にサリバン砦が建設されたが、米英戦争中の1814年7月11日にはイギリスのトマス・ハーディ卿が指揮する艦隊に占領された。これはニューアイルランド植民地を作ろうといく動きの一部だった。イギリスは、1783年に設定された国境の内側にムース島があると主張した。それでも町は1818年にアメリカ合衆国に返還された。アメリカ合衆国とカナダの国境に関する論争が解決されたのは、1842年のウェブスター＝アッシュバートン条約が締結された時だった。イーストポートは1893年3月18日に市として法人化された。
農家は干し草とジャガイモを生産した。工業としては製粉所、箱工場、梳綿工場があった。しかし、この島の経済は主に海に向けられたものだった。イーストポートは潮汐高低差が約25フィート (7.6 m) あり、年間を通じて広い不凍港だった。最初のイワシ加工場は1875年頃に建設された。イワシ漁と関連する缶詰事業の出現で人口が増加した。イワシの加工場は19世紀が終わるまで海岸線を埋めていた。1886年時点で、町にはイワシ工場13か所があり、季節によっては日夜操業され、週間約5,000ケースを生産したこともあった。約800人の男女、子供が工場で働いた。しかしこの産業も衰退し、多くの人が離れて行った。実際にイーストポート市が1937年には破産した。1976年、グラウンドホッグ・デイ突風で水際にあった多くの建造物が破壊された。今日、漁業は主要産業のままだが、観光業も重要になって来た。
イーストポートは関税手続き地である。国境を越えるフェリーがニューブランズウィック州ディア島に渡っている。この島は多くの著名人が過ごす場所となってきている。長年7月4日の独立記念日には海軍の艦船がイーストポートに停泊する。1988年には市制100周年を祝った。毎年9月、歴史ある中心街でメイン州サーモン祭を開催している。

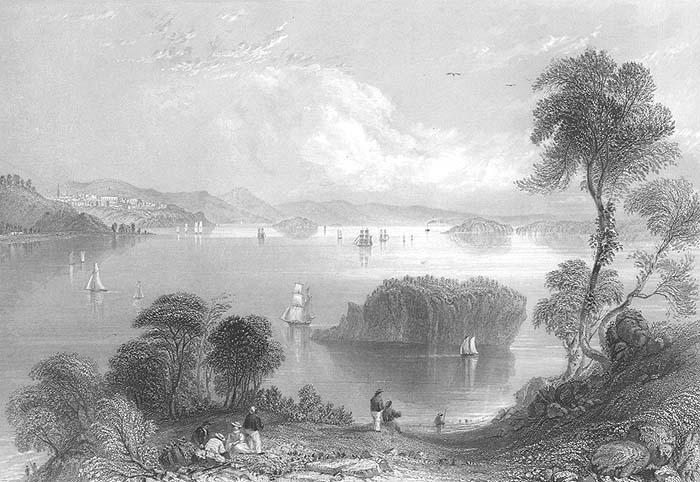
イーストポートとパサマクォディ湾、1839年、ウィリアム・ヘンリー・バートレット画
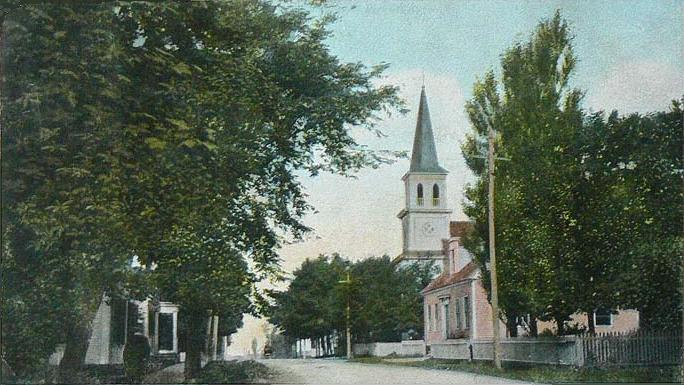
ワシントン通り、1905年頃
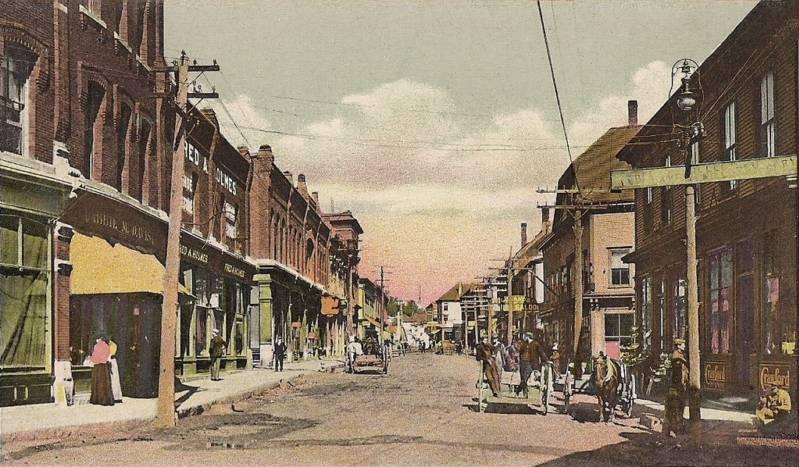
ウォーター通り、1906年
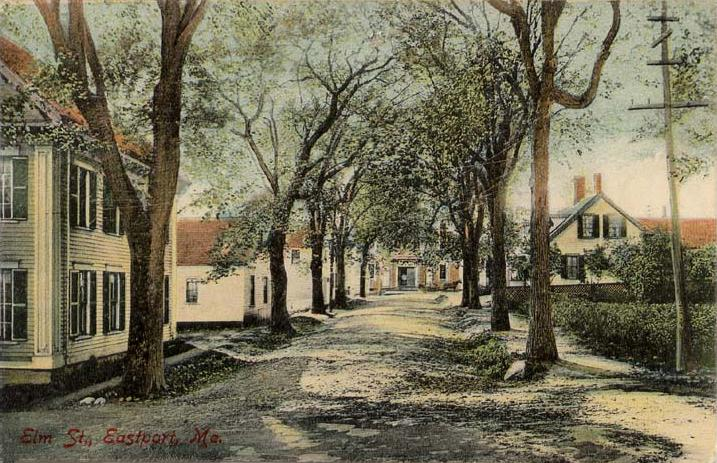
エルム通り、1909年
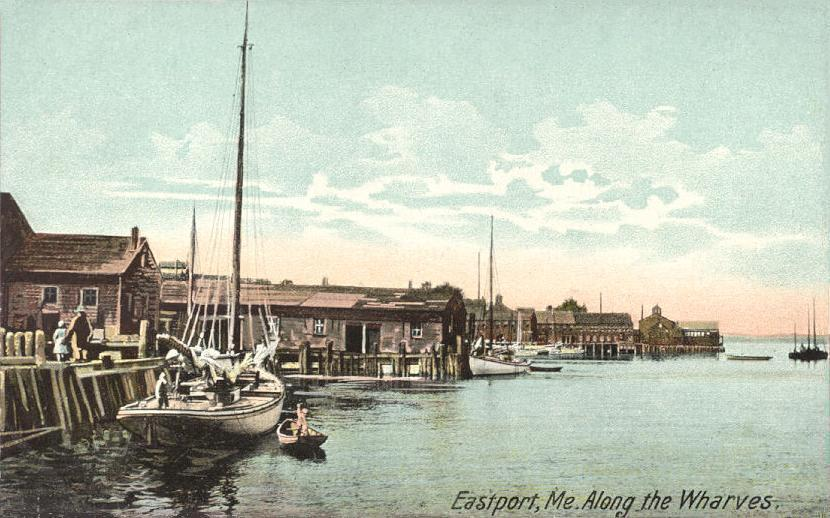
ウォーターフロント、1908年
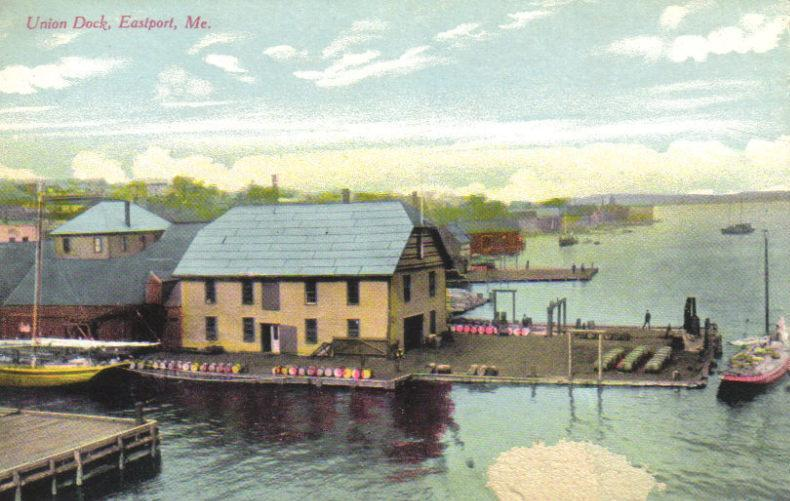
ユニオン・ドック、1910年
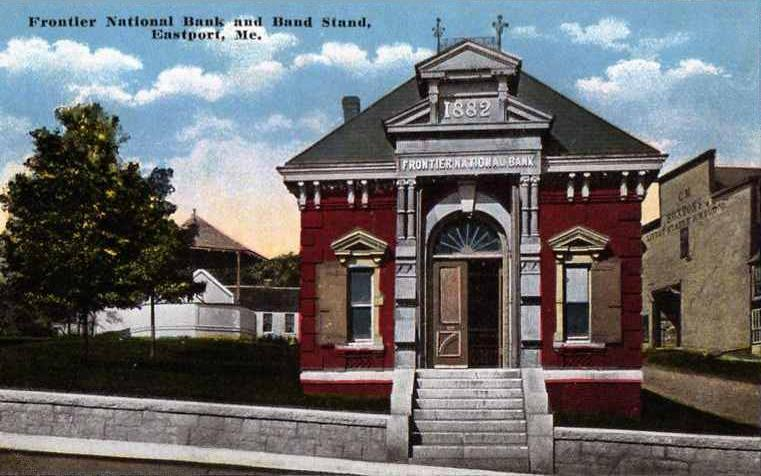
フロンティア国定銀行、1915年、現在はイーストポート警察署
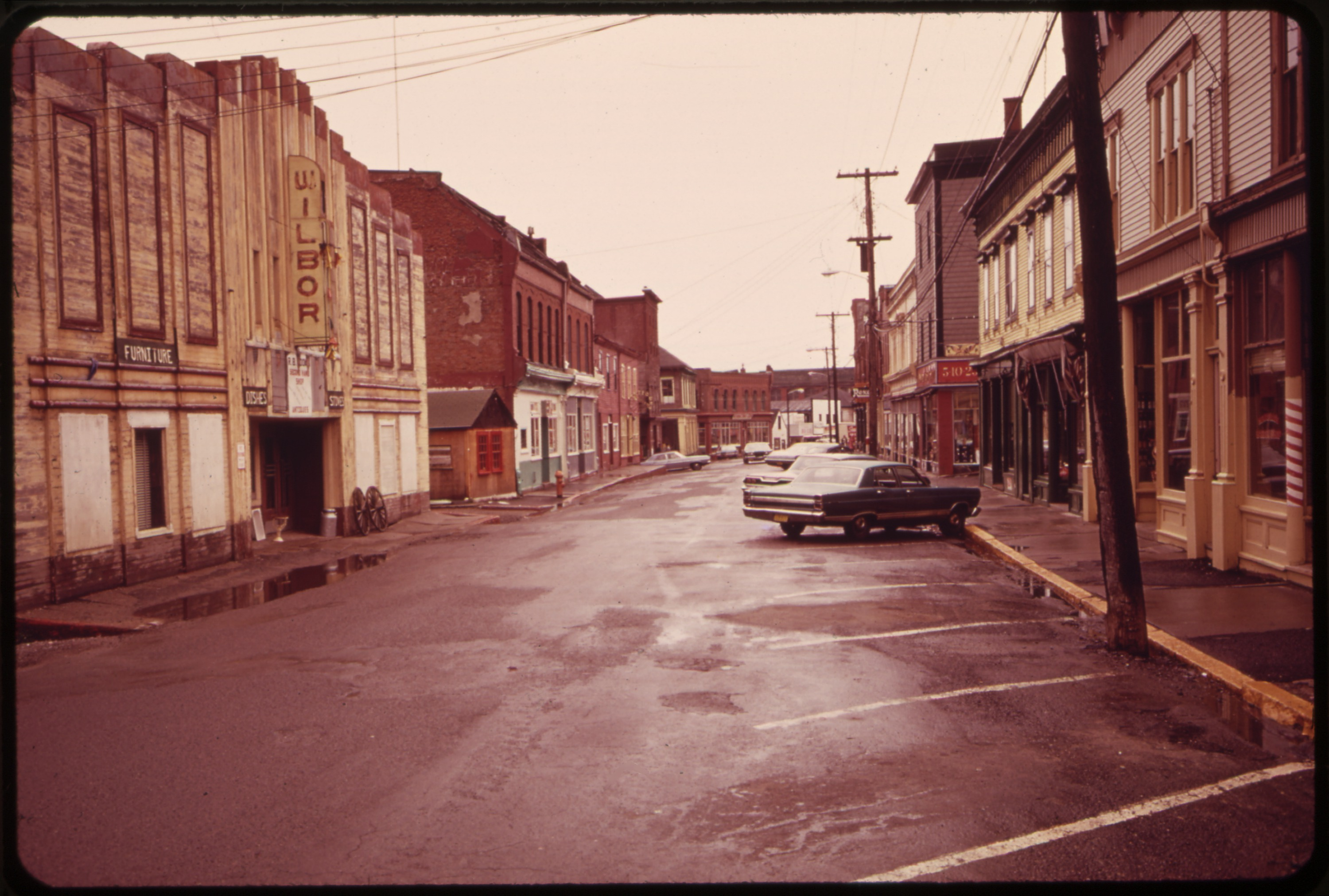
ウォーター通り、1973年
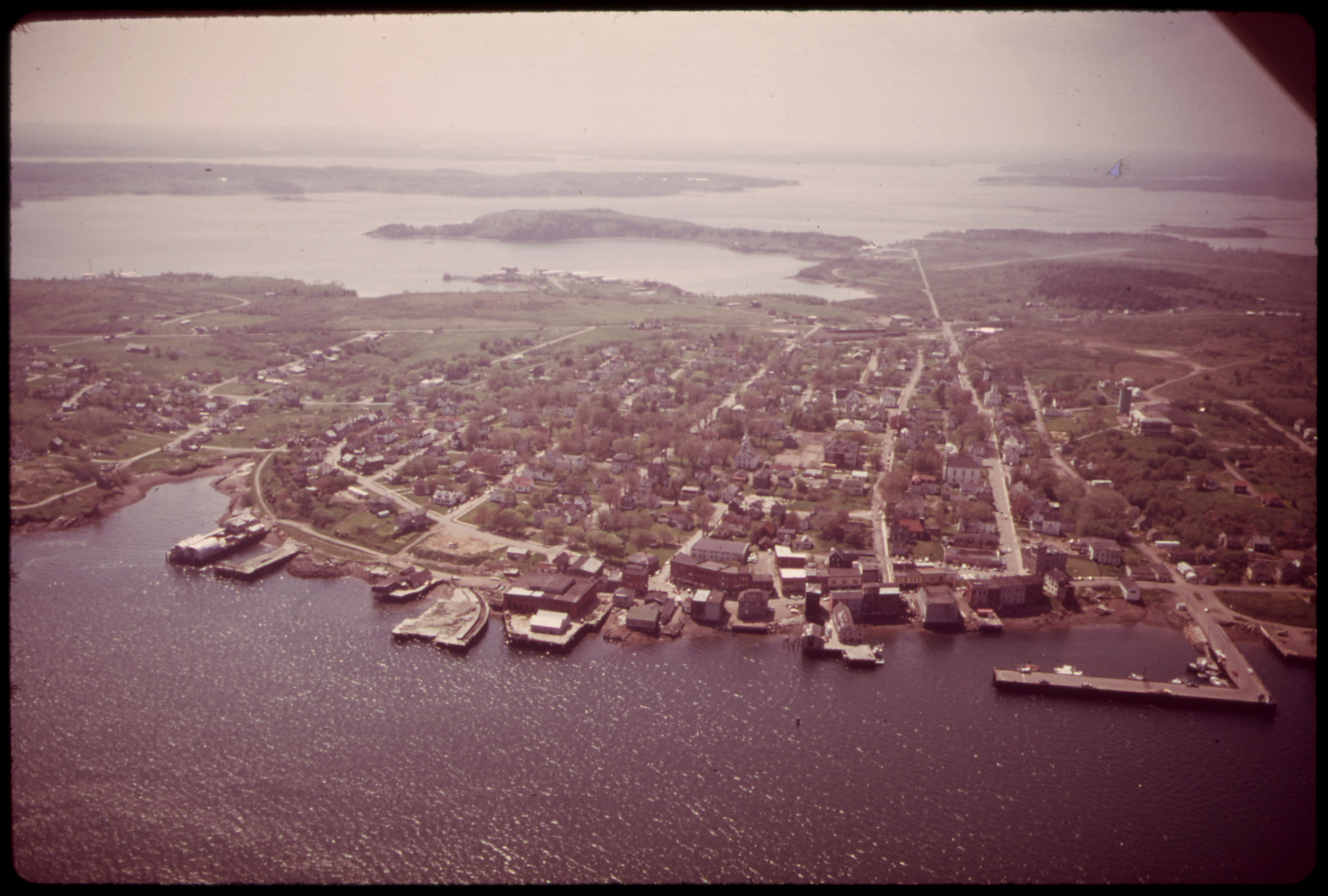
市街地、1973年

## 祝祭

### 独立記念日

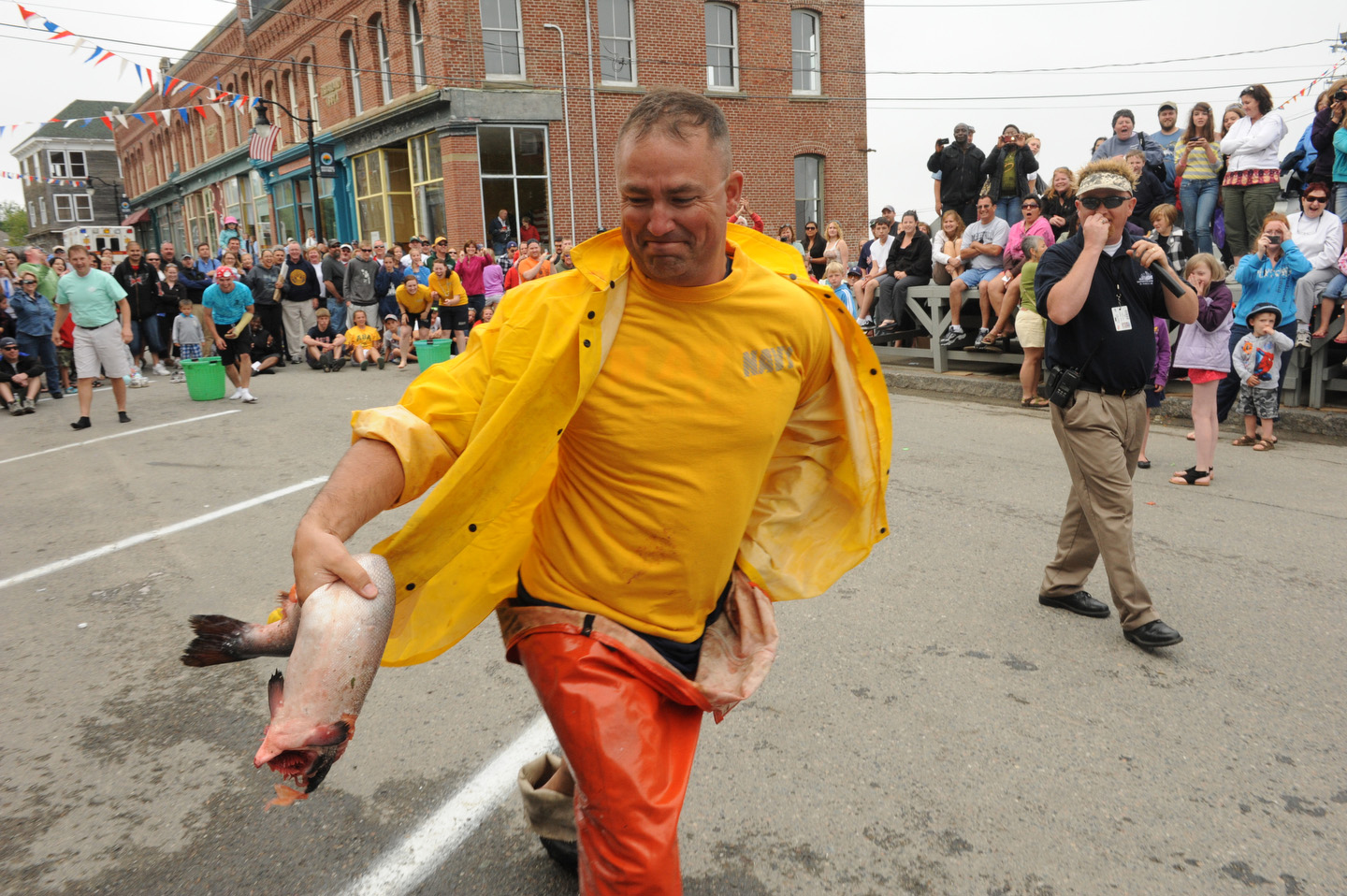
2011年7月4日の祝祭でタラ・レースで競うUSSニッツェの水兵

毎年7月第1週のイーストポートの独立記念日では、カナダとアメリカ合衆国双方の誕生を祝う「オールド・ホーム・ウィーク」が開催される。この祝祭は伝統的にカナダの日（7月1日）に始まり、7月4日にアメリカ合衆国の独立記念日までと、事実上2国の誕生を祝うものである。イーストポートではメイン州最大の独立記念日祝祭を開催している。行事としては、グランド・インデペンデンス・パレード（カナダ人も多く参加する）、ファンディ湾上の花火大会、オーバールック公園での無料エンタテインメント、グリーシーポールとウォータースポーツ、アンティークカーのショー、全年齢層に対する賞品付きコンテストとゲームがある。1905年から、アメリカ海軍とアメリカ沿岸警備隊の艦船が4日にかけて港を訪れ、見学会も行われる。
これまでの7月4日祝祭にイーストポート港を訪れたアメリカ海軍艦船には以下のものがあった。
- 2014年 アンツィオ (ミサイル巡洋艦)
- 2012年 サン・ジャシント (ミサイル巡洋艦)
- 2011年 ニッツェ (ミサイル駆逐艦)とジェファーソン・アイランド（沿岸警備艇）
- 2010年 ド・ワート (フリゲート)
- 2009年 ジェファーソン・アイランド
- 2008年 ハウズ (フリゲート)
- 2007年 マクファール (ミサイル駆逐艦)
- 2006年 ポーター (ミサイル駆逐艦)
- 2005年 ラメージ (ミサイル駆逐艦)
- 2004年 カウフマン (フリゲート)
- 2003年 タイコンデロガ (ミサイル巡洋艦)
- 2002年 ゴンザレス (ミサイル駆逐艦)
- 2001年 寄港艦なし
- 2000年 ミッチャー (ミサイル駆逐艦)
- 1999年 ハウズ (フリゲート)
- 1998年 スティーブン・W・グローブス (フリゲート)
- 1997年 シロッコ（哨戒艇）
- 1996年 エストシン (フリゲート)
- 1995年 アベンジャー（掃海艇）
- 1994年 ファーリオン (フリゲート)
- 1993年 寄港艦なし
- 1992年 ラムーア・カウンティ（戦車揚陸艦）
- 1991年 サミュエル・エリオット・モリソン (フリゲート)
- 1990年 シルバニア（補給艦）
- 1989年 トマス・C・ハート（フリゲート）
- 1988年 マニトワック (戦車揚陸艦)
- 1987年 ピーターソン (駆逐艦)
- 1986年 寄港艦なし
- 1985年 ビュート（弾薬船）
- 1984年 デューイ (ミサイル駆逐艦・初代)（駆逐艦）
- 1983年 セラーズ (ミサイル駆逐艦)
- 1982年 ギャラリー (フリゲート)
- 1978年–1981年 不明
- 1977年 マイルス・C・フォックス（駆逐艦）
- 1976年 バシロン（駆逐艦）
- 1974年–1975年 不明
- 1973年 ダッシュ（掃海艇）
- 1972年 不明
- 1971年 コーポラル (潜水艦)
- 1969年–1970年 不明
- 1968年 ペノブスコット（艦隊タグ）
- 1964年–196年7 不明
- 1963年 カルーサハッチー（給油艦）
- 1962年 ペリー（駆逐艦）
- 1961年 ジョン・W・ウィークス（駆逐艦）
- 1952年–1960年 不明
- 1951年 パーディ（駆逐艦）
- 1935年–1950年 不明
- 1934年 ミシシッピ (戦艦)
- 1933年 インディアナポリス (重巡洋艦)
- 1928年–1932年 不明
- 1927年 S-22（潜水艦）
- 1924年–1926年 不明
- 1923年 サバンナ（潜水母艦）
- 1913年–1922年 不明
- 1912年 ノースダコタ (戦艦)
- 1905年–1911年 不明

### 大晦日
2004年からイーストポートはイワシと楓の葉の落下で新年を祝うようになった。

## 地理
アメリカ合衆国国勢調査局に拠れば、市域全面積は12.34平方マイル (31.96 km2)であり、このうち陸地3.63平方マイル (9.40 km2)、水域は8.71平方マイル (22.56 km2)で水域率は70.59%である。イーストポートはムース島の南東部に位置する。ムース島は西のカブスクック湾と東のパサマクォディ湾の間にある。イーストポートの北東はディア島、南東はカンポベロ島に面しており、どちらの島もカナダ領である。
西半球で最大の渦潮であるオールドスノーが、イーストポートとディア島の間の国境で起こっている。

### 気候
イーストポートの気候は季節によって温度差が大きいのが特徴であり、夏は温かいから暑くて湿度が高いことが多く、冬は寒くて時には厳しい寒さになる。ケッペンの気候区分に拠れば、湿潤大陸性気候、略号ではDfbにある。

## 人口動態
市の人口は1900年の5,311人がピークだったが、それ以降は少しずつ減り続け、2010年には1,331人となった。

### 2010年国勢調査
以下は2010年の国勢調査による人口統計データである。
| 基礎データ - 人口: 1,331 人 - 世帯数: 670 世帯 - 家族数: 355 家族 - 人口密度: 141.6人/km2（366.7 人/mi2） - 住居数: 1,083 軒 - 住居密度: 115.2軒/km2（298.3 軒/mi2） 人種別人口構成 - 白人: 92.0% - アフリカン・アメリカン: 0.8% - ネイティブ・アメリカン: 3.6% - アジア人: 0.5% - その他の人種: 0.5% - 混血: 2.7% - ヒスパニック・ラテン系: 0.9% | 年齢別人口構成 - 18歳未満: 14.2% - 18-24歳: 5.3% - 25-44歳: 15.6% - 45-64歳: 38.2% - 65歳以上: 26.7% - 年齢の中央値: 55歳 - 性比（女性100人あたり男性の人口） - 総人口: 88.7 世帯と家族（対世帯数） - 18歳未満の子供がいる: 16.9% - 結婚・同居している夫婦: 41.5% - 未婚・離婚・死別女性が世帯主: 9.1% - 非家族世帯: 47.0% - 単身世帯: 40.1% - 65歳以上の老人1人暮らし: 19.1% - 平均構成人数 - 世帯: 1.93人 - 家族: 2.56人 |

### 2000年国勢調査
以下は2000年の国勢調査による人口統計データである。
| 基礎データ - 人口: 1,640 人 - 世帯数: 750 世帯 - 家族数: 444 家族 - 人口密度: 173.0人/km2（447.7 人/mi2） - 住居数: 1,061 軒 - 住居密度: 111.9軒/km2（289.7 軒/mi2） 人種別人口構成 - 白人: 93.60% - アフリカン・アメリカン: 0.37% - ネイティブ・アメリカン: 3.96% - アジア人: 0.12% - 太平洋諸島系: 0.06% - その他の人種: 0.24% - 混血: 1.65% - ヒスパニック・ラテン系: 0.85% | 年齢別人口構成 - 18歳未満: 18.7% - 18-24歳: 7.9% - 25-44歳: 23.5% - 45-64歳: 28.5% - 65歳以上: 21.5% - 年齢の中央値: 45歳 - 性比（女性100人あたり男性の人口） - 総人口: 89.8 - 18歳以上: 90.0 世帯と家族（対世帯数） - 18歳未満の子供がいる: 22.1% - 結婚・同居している夫婦: 43.1% - 未婚・離婚・死別女性が世帯主: 12.0% - 非家族世帯: 40.7% - 単身世帯: 32.7% - 65歳以上の老人1人暮らし: 14.3% - 平均構成人数 - 世帯: 2.14人 - 家族: 2.69人 | 収入と家計 - 収入の中央値 - 世帯: 23,488米ドル - 家族: 31,328米ドル - 性別 - 男性: 22,875米ドル - 女性: 17,917米ドル - 人口1人あたり収入: 14,864米ドル - 貧困線以下 - 対人口: 17.2% - 対家族数: 11.2% - 18歳未満: 27.7% - 65歳以上: 12.3% |

## 姉妹都市
- アイスランド、フーサヴィーク

## 教育

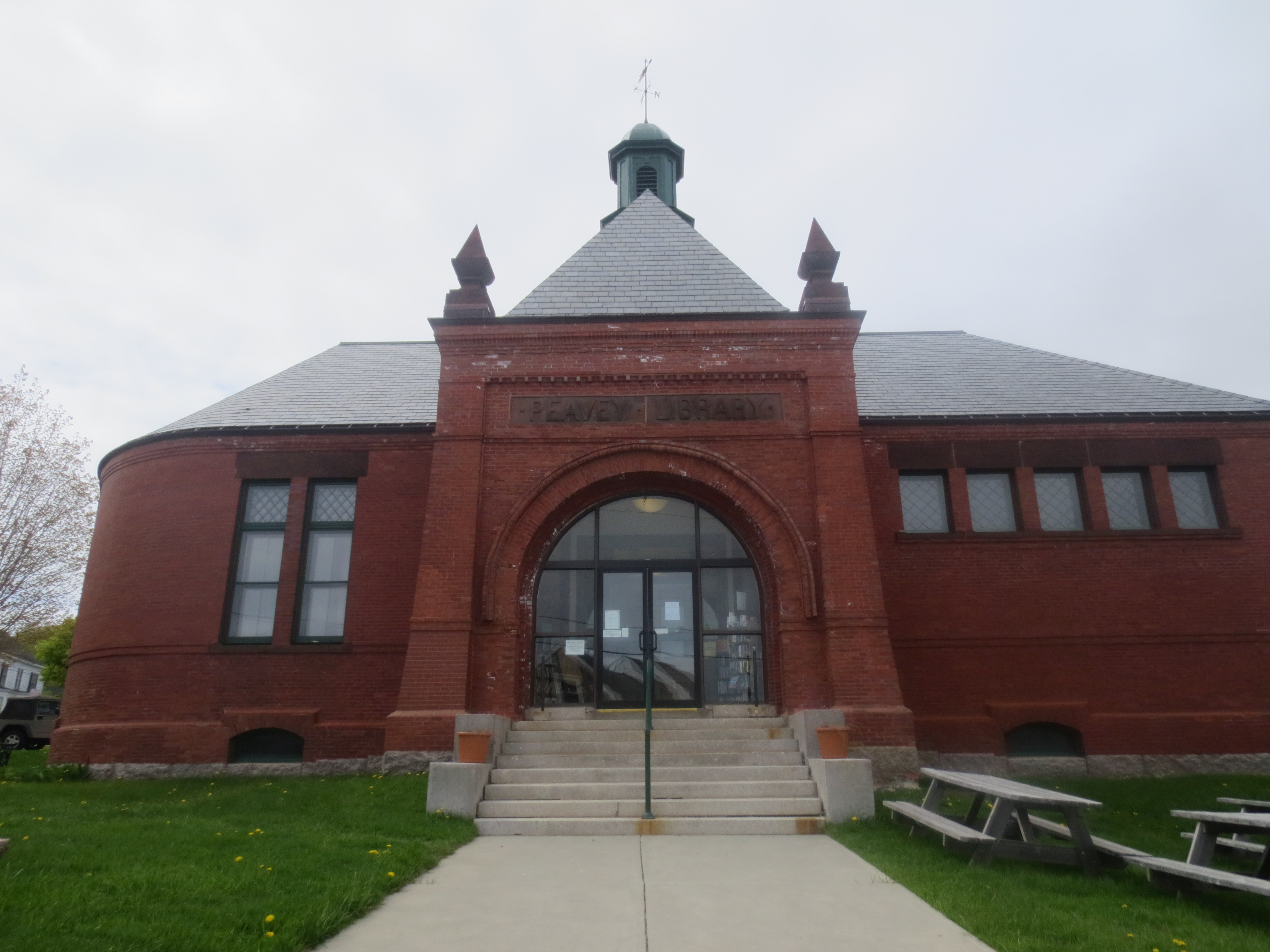
ピービー記念図書館、2014年5月撮影

イーストポートのシード記念高校は2009年に「USニューズ&ワールド・レポート」から「アメリカで最良の高校」に挙げられた。ピービー記念図書館は1893年から運営されている。

### 見どころ
- ボーダー歴史協会[21]
- イーストポートの7月4日[22]
- メイン州サーモン祭[23]
- イーストポート海賊祭[24]
- クォディダム博物館[25]
- シャックフォードヘッド州立公園
- 潮汐研究所と美術館[26]
- ゴー・イーストポート[27]
- クォディループ[28]
- オールドスノー渦巻[29]

## 著名な出身者
- ジョージ・S・グリーン、南北戦争時に北軍の将軍、1833年にサリバン砦に赴任した